# Montcorbon
Montcorbon est une ancienne commune française située dans le département du Loiret en région Centre-Val de Loire, devenue le 1er janvier 2016 une commune déléguée au sein de la commune nouvelle de Douchy-Montcorbon.

## Géographie

### Localisation

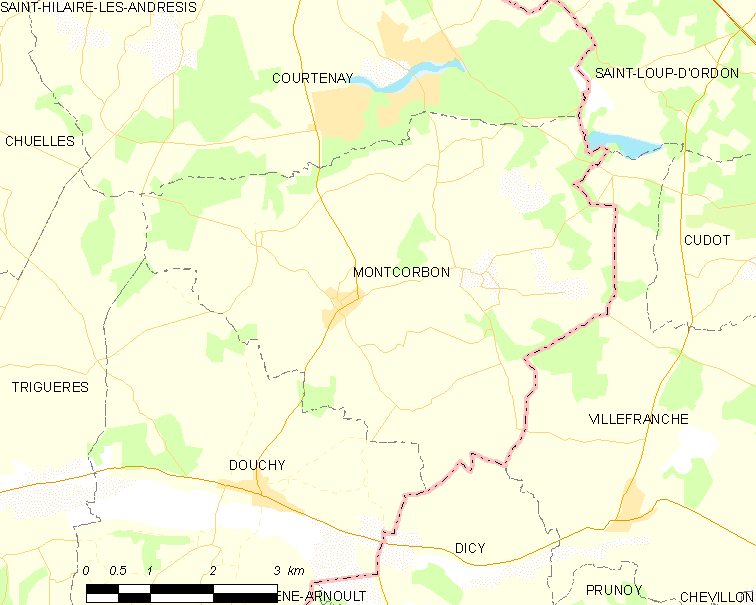
Carte de la commune de Montcorbon et des communes limitrophes

La commune de Montcorbon se trouve dans le quadrant nord-est du département du Loiret, dans la région agricole du Gâtinais pauvre. À vol d'oiseau, elle se situe à 86,9 km  d'Orléans, préfecture du département, à 24,2 km de Montargis, sous-préfecture, et à 11,2 km de Château-Renard, ancien chef-lieu du canton dont dépendait la commune avant mars 2015. La commune fait partie du bassin de vie de Courtenay dont elle est éloignée de 7,8 km.
Les communes les plus proches sont : Douchy (3,1 km), Dicy (4,8 km, dans l'Yonne), Villefranche (5,5 km, dans l'Yonne), Triguères (7 km), Chêne-Arnoult (7,5 km, dans l'Yonne), Prunoy (7,5 km, dans l'Yonne), Courtenay (7,8 km), Cudot (8,3 km, dans l'Yonne), Chuelles (8,5 km) et Saint-Loup-d'Ordon (8,6 km).

### Milieux naturels et biodiversité
L’inventaire des zones naturelles d'intérêt écologique, faunistique et floristique (ZNIEFF) a pour objectif de réaliser une couverture des zones les plus intéressantes sur le plan écologique, essentiellement dans la perspective d’améliorer la connaissance du patrimoine naturel national et de fournir aux différents décideurs un outil d’aide à la prise en compte de l’environnement dans l’aménagement du territoire. Le territoire communal de Montcorbon ne comprend pas de ZNIEFF.

## Urbanisme

### Planification
Le conseil municipal prescrit l'élaboration d'une carte communale le 22 février 2002. Après une enquête publique qui se déroule du 13 mai au 12 juin 2003, le document est approuvé le 26 janvier 2004 puis révisé en 2007.

### Voies de communication et transports

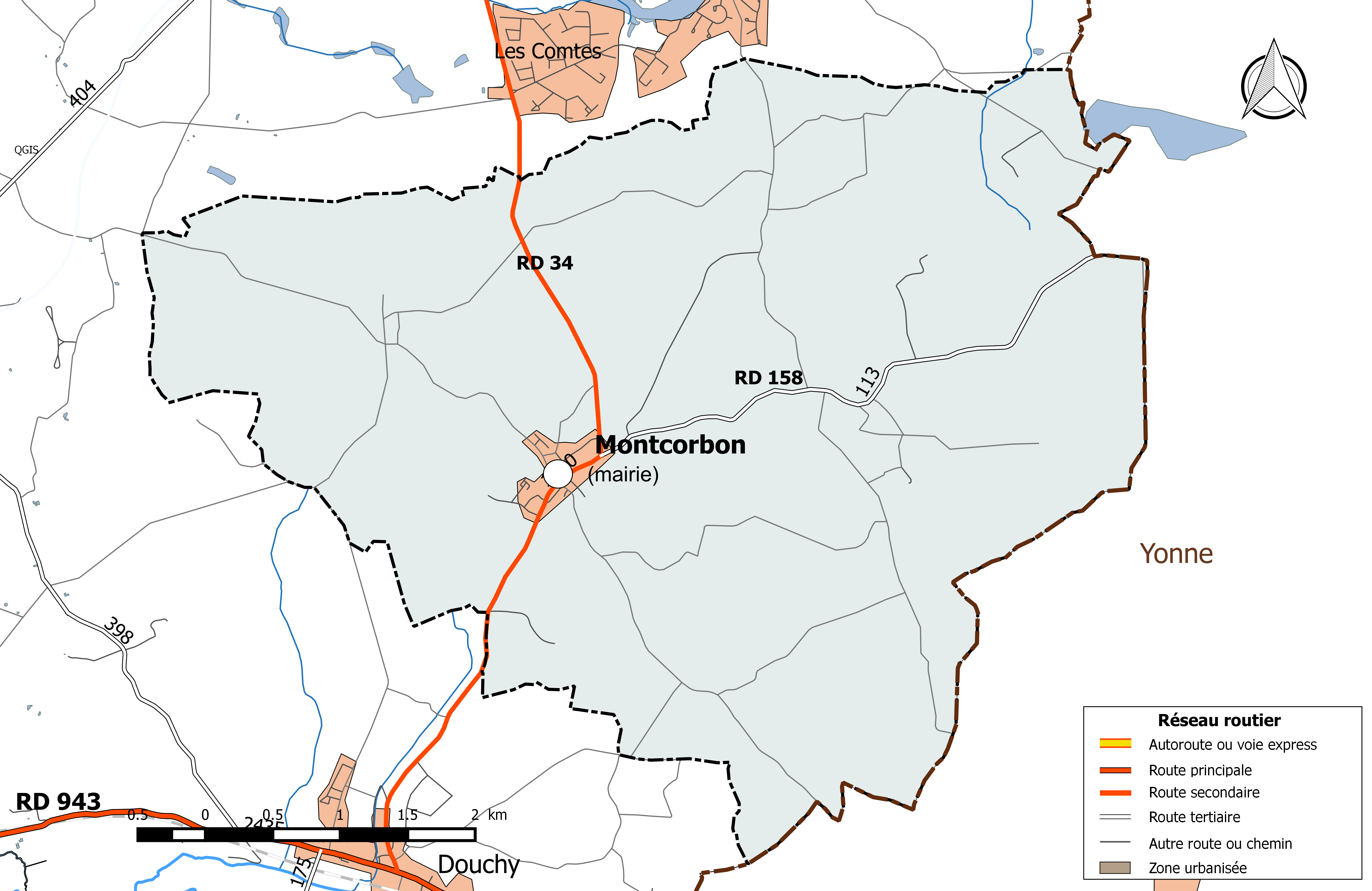
Réseau routier principal de la commune de Montcorbon (avec indication du trafic routier 2014).

#### Infrastructures routières
La commune est traversée par deux routes départementales à faible trafic : la RD 34 (1 240 véhicules/jour), qui relie Douchy au Bignon-Mirabeau et la RD 158 (113 véhicules/jour), qui relie la commune à la RD 180 dans l'Yonne.

#### Transports en commun routiers
En 2016, Montcorbon est desservie par la ligne régulière n°13 du réseau d'autocars interurbains Ulys qui relie Montcorbon à Montargis. Cette ligne  propose un nombre de dessertes variable en fonction des jours ouvrables de la semaine. Des correspondances SNCF, avec le Transilien et le réseau Amelys sont assurées à la gare de Montargis. À compter du 1er janvier 2017, la compétence des services de transports routiers interurbains, réguliers et à la demande est transférée des départements aux régions, et donc localement du département du Loiret à la région Centre-Val de Loire, consécutivement à la loi NOTRe du 7 août 2015.

## Politique et administration

### Découpage territorial

#### Bloc communal: Commune et intercommunalités
La paroisse et bourg de Montcorbon acquiert le statut de municipalité avec le  décret du 12 novembre 1789 de l'Assemblée Nationale puis celui de « commune », au sens de l'administration territoriale actuelle, par le décret de la Convention nationale du 10 brumaire an II (31 octobre 1793). Il faut toutefois attendre la loi du 5 avril 1884 sur l'organisation municipale pour qu'un régime juridique uniforme soit défini pour toutes les communes de France, point de départ de l’affirmation progressive des communes face au pouvoir central.
Aucun événement de restructuration majeure du territoire, de type suppression, cession ou réception de territoire, n'a affecté la commune depuis sa création.
Le 1er décembre 2009, un arrêté préfectoral transforme le SIVOM du canton de Château-Renard, créé le 2 avril 1968, en Communauté de Communes de Château-Renard qui comprend dix communes dont Montcorbon. La commune appartient à d'autres établissements publics de coopération intercommunale, de type syndicats ou autres regroupements intercommunaux. Le découpage territorial de ces structures est en constante évolution dans une perspective de rationalisation et d'efficience des services.

#### Circonscriptions de rattachement
Sous l'Ancien Régime, à la veille des États généraux de 1789, la paroisse de Montcorbon était rattachée sur le plan ecclésiastique de l'ancien diocèse de Sens et sur le plan judiciaire au bailliage de Montargis.
La loi du 22 décembre 1789 divise le pays en 83 départements découpés chacun en six à neuf districts eux-mêmes découpés en cantons regroupant des communes. Les districts, tout comme les départements, sont le siège d’une administration d’État et constituent à ce titre des circonscriptions administratives. La commune de Montcorbon est alors incluse dans le canton de Chateaurenard, le district de Montargis et le département du Loiret.
La recherche d’un équilibre entre la volonté d’organiser une administration dont les cadres permettent l’exécution et le contrôle des lois d’une part, et la volonté d’accorder une certaine autonomie aux collectivités de base (paroisses, bourgs, villes) d’autre part, s’étale de 1789 à 1838. Les découpages territoriaux évoluent ensuite au gré des réformes visant à décentraliser ou recentraliser l'action de l'État. La régionalisation fonctionnelle des services de l'État (1945-1971) aboutit à la création de régions. L'acte I de la décentralisation de 1982-1983 constitue une étape importante en donnant l'autonomie aux collectivités territoriales, régions, départements et communes. L'acte II intervient en 2003-2006, puis l'acte III en 2012-2015.
Le tableau suivant présente les rattachements, au niveau infra-départemental, de la commune de Montcorbon aux différentes circonscriptions administratives et électorales ainsi que l'historique de l'évolution de leurs territoires.
| Circonscription             | Nom                | Période   | Type                         | Évolution du découpage territorial |
| --------------------------- | ------------------ | --------- | ---------------------------- | --- |
| District                    | Montargis          | 1790-1795 | Administrative               | La commune est rattachée au district de Montargis de 1790 à 1795,. La Constitution du 5 fructidor an III, appliquée à partir de vendémiaire an IV (1795) supprime les districts, rouages administratifs liés à la Terreur, mais maintient les cantons qui acquièrent dès lors plus d'importance. |
| Canton                      | Chateaurenard      | 1790-1801 | Administrative et électorale | Le 10 février 1790, la municipalité de Montcorbon est rattachée au canton de Chateaurenard qui comprend sept municipalités. Les cantons acquièrent une fonction administrative avec la disparition des districts en 1795. |
| Canton                      | Château-Renard     | 1801-2015 | Administrative et électorale | Sous le Consulat, un redécoupage territorial visant à réduire le nombre de justices de paix ramène le nombre de cantons dans le Loiret de 59 à 31. Montcorbon est alors rattachée par arrêté du 9 vendémiaire an X (30 septembre 1801) au canton de Château-Renard qui comprend désormais dix communes,. |
| Canton                      | Courtenay          | 2015-     | Électorale                   | La loi du 17 mai 2013 et ses décrets d'application publiés en février et mars 2014 introduisent un nouveau découpage territorial pour les élections départementales. La commune est alors rattachée au nouveau canton de Courtenay. Depuis cette réforme, plus aucun service de l'État n'exerce sa compétence sur un territoire s'appuyant sur le nouveau découpage cantonal. Le canton a disparu en tant que circonscription administrative de l'État ; il est désormais uniquement une circonscription électorale dédiée à l'élection d'un binôme de conseillers départementaux siégeant au conseil départemental. |
| Arrondissement              | Montargis          | 1801-     | Administrative               | Montcorbon est rattachée à l'arrondissement de Montargis depuis sa création en 1801,. |
| Circonscription législative | 4e circonscription | 2010-     | Électorale                   | Lors du découpage législatif de 1986, le nombre de circonscriptions législatives passe dans le Loiret de 4 à 5. Un nouveau redécoupage intervient en 2010 avec la loi du 23 février 2010. En attribuant un siège de député « par tranche » de 125 000 habitants, le nombre de circonscriptions par département varie désormais de 1 à 21,. Dans le Loiret, le nombre de circonscriptions passe de cinq à six. La réforme n'affecte pas Montcorbon qui reste rattachée à la quatrième circonscription. |

#### Ccollectivités de rattachement
La commune de Montcorbon est rattachée au département du Loiret et à la région Centre-Val de Loire, à la fois circonscriptions administratives de l'État et collectivités territoriales.

### Politique et administration municipales

#### Conseil municipal et maire
Depuis les élections municipales de 2014, le conseil municipal  de Montcorbon, commune de moins de 1 000 habitants, est élu au scrutin majoritaire plurinominal à deux tours, les électeurs pouvant modifier les listes, panacher, ajouter ou supprimer des candidats sans que le vote soit nul,  pour un mandat de six ans renouvelable. Il est composé de 11 membres . L'exécutif communal, est constitué par le maire, élu par le conseil municipal, parmi ses membres, pour un mandat de six ans, c'est-à-dire pour la durée du mandat du conseil.
| Période    | Période | Identité            | Étiquette | Qualité |
| ---------- | ------- | ------------------- | --------- | ------- |
| avant 1995 | ?       | Roger Piron         |           |         |
| mars 2014  | 2015    | Jean-Claude Cloarec |           |         |

| Période      | Période  | Identité            | Étiquette | Qualité |
| ------------ | -------- | ------------------- | --------- | ------- |
| janvier 2016 | mai 2020 | Jean-Claude Cloarec |           |         |
| mai 2020     | ?        | Jean Piron          |           |         |

## Équipements et services

### Environnement

#### Gestion des déchets
En 2016, la commune est membre du syndicat d'aménagement rural (SAR) des cantons de Courtenay et Château-Renard. Celui-ci assure la collecte et le traitement des ordures ménagères résiduelles en porte à porte, des emballages ménagers recyclables, des journaux-magazines et du verre en points d’apport volontaire. Un réseau de trois déchèteries accueille les encombrants et autres déchets spécifiques (déchets verts, déchets dangereux, gravats, ferrailles, cartons, cartouches/capsules, déchets dangereux). La déchèterie la plus proche est située sur la commune de Courtenay. Le SAR n’assure pas le traitement, ni la valorisation des déchets collectés qui sont effectués par le SMIRTOM et différents prestataires. Le SMIRTOM de Montargis procède à l'élimination et la valorisation énergétique des déchets ménagers dans l'unité d'Amilly, construite en 1969. Une convention de délégation du service public de traitement a été conclue en 2013 avec la société Novergie Centre, filiale énergie du Groupe Suez pour la valorisation énergétique des déchets.
Depuis le 1er janvier 2017, la « gestion des déchets ménagers » ne fait plus partie des compétences de la commune mais est une compétence obligatoire de la communauté de communes de la Cléry, du Betz et de l'Ouanne en application de la loi NOTRe du 7 août 2015.

## Population et société

### Démographie
L'évolution du nombre d'habitants est connue à travers les recensements de la population effectués dans la commune depuis 1793. À partir du 1er janvier 2009, les populations légales des communes sont publiées annuellement dans le cadre d'un recensement qui repose désormais sur une collecte d'information annuelle, concernant successivement tous les territoires communaux au cours d'une période de cinq ans. 
Pour les communes de moins de 10 000 habitants, une enquête de recensement portant sur toute la population est réalisée tous les cinq ans, les populations légales des années intermédiaires étant quant à elles estimées par interpolation ou extrapolation. Pour la commune, le premier recensement exhaustif entrant dans le cadre du nouveau dispositif a été réalisé en 2008,.
En 2013, la commune comptait 463 habitants, en évolution de +0,43 % par rapport à 2008 (Loiret : +2,48 %, France hors Mayotte : +2,49 %).
| 1793 | 1800 | 1806 | 1821 | 1831 | 1836 | 1841 | 1846 | 1851 |
| ---- | ---- | ---- | ---- | ---- | ---- | ---- | ---- | ---- |
| 775  | 798  | 887  | 711  | 793  | 938  | 956  | 946  | 942  |

| 1856 | 1861 | 1866 | 1872 | 1876 | 1881 | 1886 | 1891 | 1896 |
| ---- | ---- | ---- | ---- | ---- | ---- | ---- | ---- | ---- |
| 975  | 982  | 969  | 929  | 873  | 806  | 827  | 863  | 837  |

| 1901 | 1906 | 1911 | 1921 | 1926 | 1931 | 1936 | 1946 | 1954 |
| ---- | ---- | ---- | ---- | ---- | ---- | ---- | ---- | ---- |
| 780  | 761  | 733  | 622  | 641  | 630  | 590  | 518  | 507  |

| 1962 | 1968 | 1975 | 1982 | 1990 | 1999 | 2008 | 2013 | - |
| ---- | ---- | ---- | ---- | ---- | ---- | ---- | ---- | - |
| 497  | 437  | 406  | 384  | 432  | 432  | 461  | 463  | - |

## Culture locale et patrimoine

### Lieux et monuments
- L'église a été édifiée au VIIe siècle, elle fut agrandie et transformée au XVIe siècle. Le vitrail sur le pignon représente le dernier épisode de la vie sur terre du Christ, l’Ascension. Un groupe en pierre placé dans l'église, pietà remontant au XVIe siècle, est classé monument historique au titre d'objet.
- Le lavoir au pied de la source Saint-Saturnin, qui alimente son bac et le ruisseau du même nom.
- Les chemins de randonnée sillonnant la commune sont inscrits sur les cartes de l'Institut national de l'information géographique et forestière Loiret randonnée Sud et Ouest (no 5)

### Héraldique
| Blason de Montcorbon | Les armes de Montcorbon se blasonnent ainsi : De gueules au chevron d'argent accompagné, en chef, de deux merlettes d'or et, en pointe, d'un rencontre de vache aussi d'argent accorné aussi d'or. |